# Svennevadsån
Svennevadsån este o arie protejată (arie specială de conservare — SAC, sit de importanță comunitară — SCI) din Suedia întinsă pe o suprafață de 39,6 ha, integral pe uscat.

## Localizare
Centrul sitului Svennevadsån este situat la coordonatele 59°01′31″N 15°17′02″E / 59.0253°N 15.2838°E.

## Înființare
Situl Svennevadsån a fost declarat sit de importanță comunitară în mai 2006 pentru a proteja 1 specie de animale. Situl a fost protejat și ca arie specială de conservare în ianuarie 2014.

## Biodiversitate
Situată în ecoregiunea boreală, aria protejată conține 1 habitat natural: Cursuri de apă de la nivel de câmpie la nivel montan, cu vegetație Ranunculion fluitantis și Callitricho-Batrachion.
La baza desemnării sitului se află o specie protejată de  nevertebrate: Unio crassus.